# Українська Народна Робітнича Партія
Українська Народна Робітнича Партія, націоналістична група на Закарпатті в середині 1930-их років. Організатори Ірина Невицька, М. Тулик та ін. Пресовий орган — «Народна Сила» (1936—38 роки).